# Электрослабая шкала
В физике элементарных частиц, электрослабая шкала — это энергетическая шкала вокруг 246 ГэВ, типичная энергия процессов, которые описываются электрослабой теорией. Особое число 246 ГэВ является конденсатом {\displaystyle v=(G_{F}{\sqrt {2}})^{-1/2}} поля Хиггса (где {\displaystyle G_{F}} — константа слабого взаимодействия).